# Liu Mingkang

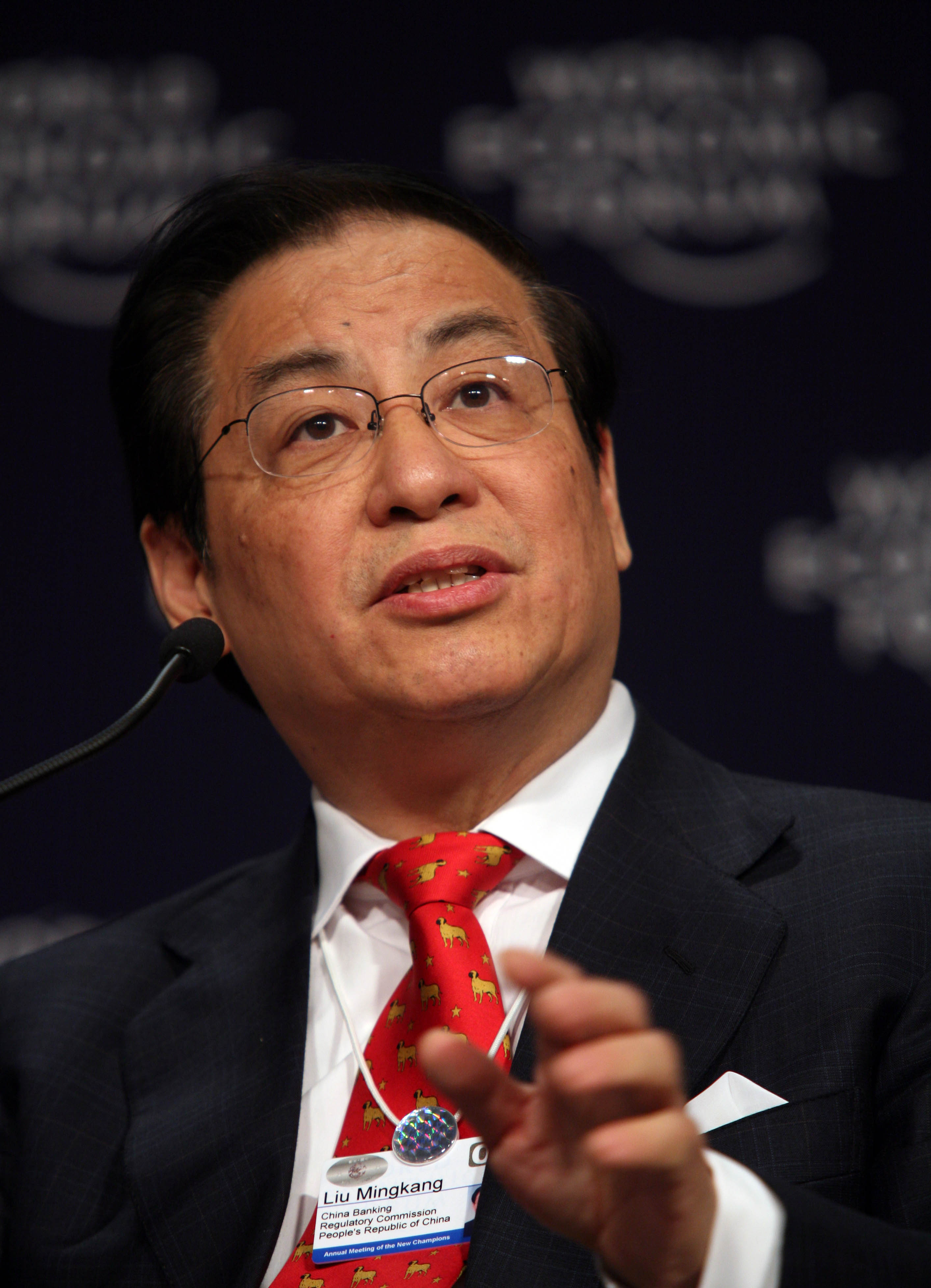
Liu Mingkang

Liú Míngkāng (chinesisch 劉明康 / 刘明康) (* 28. August 1946 in Fuzhou, Provinz Fujian) ist der derzeitige Vorsitzende der chinesischen Bankenregulierungsbehörde, China Banking Regulatory Commission.

## Ausbildung
Liu Mingkang graduierte an der Peking-Universität im Fach Volkswirtschaftslehre. Außerdem erwarb er 1987 einen MBA an der Cass Business School. 2001 erhielt er die Ehrendoktorwürde der City University London. Liu sitzt im International Advisory Board sowohl der Peking-Universität, als auch der Tsinghua-Universität.

## Unternehmerische Tätigkeit
Von 1965 bis 1974 arbeitete er als Lehrer, bevor er zum staatseigenen Unternehmen Danyang Steel als Techniker wechselte. Im Jahr 1979 schloss sich Liu der Nanjinger Filiale der Bank of China (BOC) an. Seit 1984 fungierte Liu als stellvertretender Leiter der Handelsdivision der Londoner Filiale der Bank of China. Später, im Jahr 1987, wurde er zum Geschäftsführer der Finanzabteilung der Bank of China in der Provinz Jiangsu befördert. 1988 wurde Liu stellvertretender Geschäftsführer der Fuzhouer Filiale der BOC, später dann leitender Geschäftsführer. 1994 wurde Liu Vizegouverneur der China Development Bank. Er wurde 1999 zum Vorsitzenden der China Resources Group und der China Everbright Group ernannt. Ein weiterer Wechsel erfolgte im Jahr 2000, als Liu Vorsitzender des Boards of Directors und Präsident der BOC wurde.

## Partei und öffentliche Ämter
Liu Mingkang trat der Kommunistischen Partei Chinas (KPCh) im Jahr 1988 bei. 1993 wurde er Vizegouverneur der Provinz Fujian. 1998 wurde er zum Vizepräsidenten der chinesischen Zentralbank, der People’s Bank of China, ernannt. Im gleichen Jahr trat Liu dem Komitee bei, das den Beitritt Macaos zur Volksrepublik China vorbereiten sollte. Gleichzeitig zum Amt des Präsidenten der BOC bekleidete Liu auch das Amt des Parteisekretärs der BOC. Im Jahr 2002 wurde er zum stellvertretenden Mitglied des 16. Zentralkomitees der KPCh. Zum Vorsitzenden der China Banking Regulatory Commission wurde Liu im März 2003 befördert. Seit 2007 ist Liu ein Mitglied des 17. Zentralkomitees der KPCh.
Neben diesen Aktivitäten ist Liu außerdem ein Mitglied des Gelpolitik-Komitees der chinesischen Zentralbank und ein Mitglied der nationalen Energiekommission Chinas.